# Joanne Marcotte
Pour les articles homonymes, voir Marcotte.
Joanne Marcotte est une militante libertarienne québécoise de droite active dans la mouvance politique du Réseau Liberté-Québec. Conséquemment proche du libertarianisme,, elle a réalisé un documentaire et un essai critiquant le système économique québécois et la social-démocratie. Elle a milité activement dans l'Action démocratique du Québec de 2003 à 2009.
Elle est détentrice d'un baccalauréat en génie informatique de l'Université Laval et y poursuit une maîtrise en affaires publiques.

## Militantisme politique
- De 2004 à 2006, en coproduction avec Denis Julien, Joanne Marcotte a réalisé L'Illusion Tranquille un essai politique critiquant le système économique québécois. Il est sorti en salles en novembre 2006.
- En 2007, elle a représenté l'Action démocratique du Québec au sein du groupe de travail chargé de réorienter le financement du système de santé public du Québec en faveur de la privatisation[5]. Présidé par Claude Castonguay[6], ce groupe de travail a vu ses principales conclusions être rejetées par le ministre québécois de la santé de l'époque, Philippe Couillard[7].
- Depuis 2009, elle opère régulièrement une chronique les mercredis midi à l'émission Dupont le midi, à CHOI-FM.
- À l'automne 2009, elle a conseillé le candidat à la chefferie adéquiste Éric Caire.
- À l'été 2010, elle a participé à la création du Réseau Liberté-Québec, un organisme sans but lucratif libertarien visant à réseauter et consolider la droite au Québec. Elle est l'une des porte-paroles de ce mouvement depuis sa fondation.
- En novembre 2011, elle a lancé son premier essai intitulé Pour en finir avec le Gouvernemaman[8]. Cet essai est, selon son auteure, la suite de l'Illusion Tranquille.

## Publications
- L'Illusion Tranquille, documentaire de 72 minutes critiquant le « modèle québécois » ;
- Pour en finir avec le Gouvernemaman[9], essai politique de 198 pages.